# Zherkë
Zherkë är en kommun i Albanien.   Den ligger i distriktet Rrethi i Tropojës och prefekturen Qarku i Kukësit, i den norra delen av landet, 110 km norr om huvudstaden Tirana.
Trakten runt Zherkë består till största delen av jordbruksmark.  Runt Zherkë är det ganska glesbefolkat, med 42 invånare per kvadratkilometer.